# Nightingale (Band)
Nightingale (englisch für „Nachtigall“) ist eine schwedische Progressive-Metal-Band aus Örebro.

## Geschichte
Dan Swanö gründete Nightingale 1995 als kleines Soloprojekt neben seiner damaligen Hauptband Edge of Sanity, um dort Ideen zu melodischeren und eher Gothic-Rock-lastigen Melodien umzusetzen, die zum Death-Metal-Stil der Stammband nicht passten. Aus einer kurzlebigen Vorliebe für Bands wie Rosetta Stone und The Sisters of Mercy entstand innerhalb einer Woche im Alleingang das Album The Breathing Shadow, das im Januar 1995 bei Black Mark Production erschien.
1996 nahm er ein zweites Album mit Namen The Closing Chronicles auf. Unterstützt wurde er dabei von seinem Bruder Dag Swanö, der sich aufgrund der Namensähnlichkeit den Künstlernamen „Tom Nouga“ verpasste. Dag fungierte als Produzent und lieferte einige Gitarrenaufnahmen. The Closing Chronicles sollte eigentlich das letzte Album von Nightingale werden, weshalb es die konzeptartige Geschichte des Vorgängeralbums aufgriff und durch den Tod der Hauptfigur beendete. Der Stil des Albums ist deutlich progressiver, was zu einigen Auftritten bei Genre-Festivals wie dem ProgPower USA im November 2001 in Atlanta führte.
Nach der Veröffentlichung von The Closing Chronicles im April 1996 entstand eine lange Pause, in der sich Dan Swäno mit seinen anderen Projekten beschäftigte. Erst im April 1999 belebten die Brüder das Projekt Nightingale neu. Mit I erschien im September 2000 ein neues Album, das teilweise altes Material aus nicht realisierten Projekten enthielt und zu gleichen Teilen von Dan und Dag Swanö geschrieben wurde.
Mit der Aufnahme von Tom Björn und Erik Oskarsson im Dezember 2000 entwickelte sich Nightingale langsam zu einer Band. Mit ihnen entstand das vierte Album Alive Again, das im Februar 2003 erschien. Im Juni 2003 gab Nightingale als einer der ersten Bands seit 12 Jahren auf Zypern ein Rockkonzert. Laut eigenen Angaben kamen 1000 Leute zu diesem im nationalen Fernsehen übertragenen Konzert.
Im Oktober 2004 erschien das Album Invisible, im Winter darauf das 10-Jahre-Jubiläums-Album Nightfall Overture. In den folgenden Monaten befand sich Nightingale viel auf Tour, so fand im April 2005 eine Headliner-Tour durch Deutschland statt, mit der die beiden Alben beworben wurden. 
Mitte 2006 fand sich die Band wieder in einem Studio ein, um mit den Aufnahmen für das nächste Album zu beginnen. Das Material dazu stammte dieses Mal komplett von Dag Swanö und orientierte sich am Stil des Hard Rocks der 1970er-Jahre. White Darkness erschien am 4. Juni 2007.

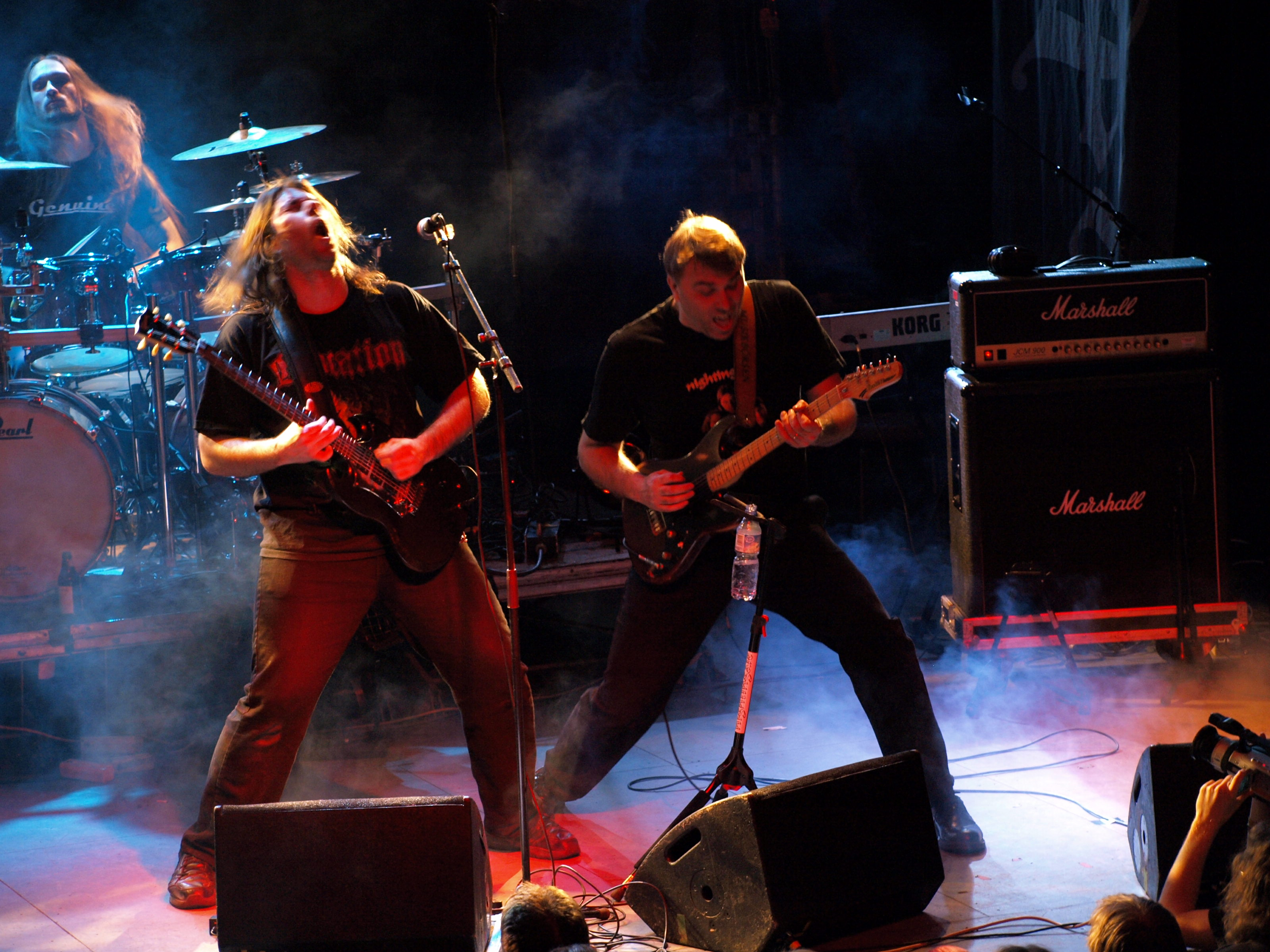
Dan und Dag Swanö

## Diskografie
- 1995: The Breathing Shadow (Black Mark Production)
- 1996: The Closing Chronicles (Black Mark Production)
- 2000: I (Black Mark Production)
- 2003: Alive Again (Black Mark Production)
- 2004: Invisible (Black Mark Production)
- 2005: Nightfall Overture (Best Of, Black Mark Production)
- 2007: White Darkness (Black Mark Production)
- 2014: Retribution (InsideOut Music)